# MorphOS
MorphOS — пропрієтарна багатозадачна операційна система (ОС), призначена для лінійки процесорів PowerPC. Основою MorphOS є мікроядро Quark (англ.). Походження операційної системи йде корінням в 1995 рік, коли компанія Phase5 оприлюднила власний план оновлення парку ПК Amiga, шляхом міграції на архітектуру PowerPC (рішення, аналогічне прийнятому Apple Computer для ПК Macintosh). У результаті чого виникла необхідність створення нової операційної системи, здатної забезпечити сумісність з додатками для класичної AmigaOS (m68k). Проект був розпочатий у 1999 році незалежними німецькими розробниками Ральфом Шмідтом і Френком Маріаком, й у 2010-х роках розвивається за підтримки корпорації Genesi. Реліз MorphOS 1.0 для ПК Pegasos відбувся влітку 2002 року, залишивши таким чином за спиною 7 років тривалого переходу від архітектури m68k до процесорної лінійки PowerPC.

## Загальна характеристика ОС
Ядро Quark припускає систему боксів (Box), що дозволяють включати API з абсолютно різними характеристиками в одну ОС. Для того, щоб мати максимум програм до моменту свого виходу, MorphOS вже містила A-Box — програмний прошарок, що забезпечує сумісність з API AmigaOS 3.1. Таким чином, тисячі програм вже працюють під MorphOS. У майбутньому розробники планують додати прошарок Q-Box, який забезпечуватиме захист пам'яті, підтримку паралельної роботи декількох процесорів, віртуальну пам'ять і відстеження ресурсів. Також передбачається, що цей шар дозволить одночасне виконання додатків, написаних для різних ОС (насамперед BSD, і, можливо, Mac OS X) в одному середовищі. Ці властивості підкреслені в назві операційної системи: Morph (англ.) означає — «та, що змінюється», «рухлива». Також це відбилося і на логотипі: графічним символом ОС є метелик Blue Morpho butterfly (Morpho menelaus). Також широко використовуються логотипи, які містять комбінацію назви ОС і зображення метелика.

Розвиток AmigaOS і сумісних систем AmigaOS 3.x, AmigaOS 4, MorphOS and AROS.

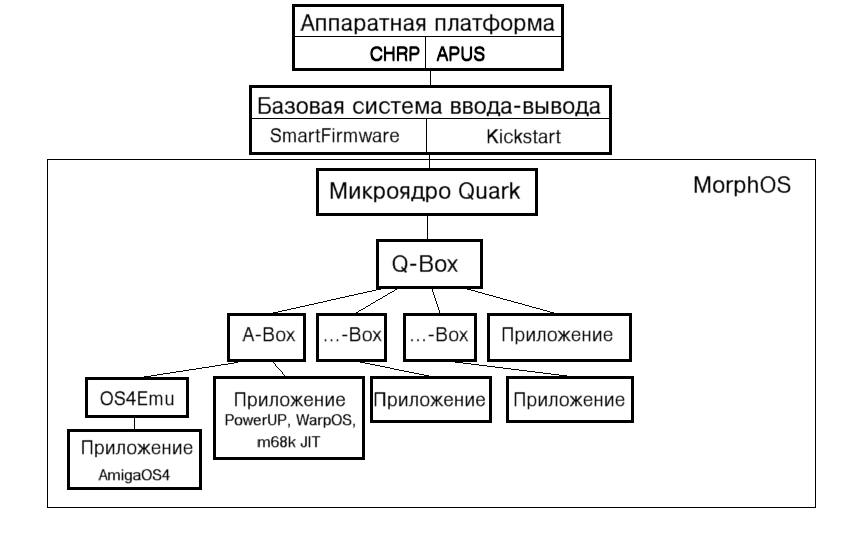
Структура ОС MorphOS

MorphOS допускає виконання як нативного MorphOS-коду, так і коду WarpOS, PowerUP і AmigaOS 68k. Під MorphOS можуть виконуватися тільки «системні» додатки для AmigaOS (тобто програми, які не використовують чипсет класичної Amiga: OCS, ECS або AGA). Програми, що використовують чипсет, можна виконувати під емулятором UAE, що регулярно оновлюється для MorphOS.

## Версії
Аж до версії 1.4.5 не були реалізовані:
- підтримка технології AltiVec;
- прошарок Q-Box;
- стек протоколів TCP / IP;
- підтримка 1GB Ethernet, Firewire.

Порівняно зі старими версіями, MorphOS 2.0 зазнала ряд змін: 
- з'явився стек мережевих протоколів TCP / IP «NetStack»;
- змінилася система управління оперативною пам'яттю. На відміну від колишньої системи, що дісталася в спадок від AmigaOS і що використовувалася аж до версії 1.4.5, реалізована система управління TLSF, що характеризується малим заданим часом відгуку і зменшеною фрагментацією ОЗП;
- підтриманий набір інструкцій AltiVec;
- з'явилася підтримка 64-х розрядів у файловій системі Smart File System (SFS);
- замість браузера «Voyager» в комплекті поставляється браузер «Sputnik»;
- для прискорення роботи графічного інтерфейсу використовуються можливості прискорювачів тривимірної графіки;
- підтримані півтора десятка мов, включаючи російську;
- додана можливість вибору завантажувального розділу (як в AmigaOS);
- оновлені USB-стек «Poseidon» і MUI.

Крім згаданих вище і не згаданих тут змін і доповнень, існує ще одна зміна, яка викликала палкі суперечки серед користувачів — MorphOS стала платною.
Версія 2.1 не має радикальних відмінностей від попередньої версії і містить в основному виправлення помилок (у тому числі тих, що знижували стабільність роботи ОС на платформі Efika) і невеликі оновлення.
У версії 2.2 також продовжена лінія на оптимізацію і виправлення помилок. Її доповнено новим додатком для шифрування дисків. Для відеокарт на основі процесора ATI Radeon за замовчуванням включена функція прискорення ГІП апаратними засобами прискорювача тривимірної графіки.
У версії 2.3, крім виправлень помилок та оптимізації, знову змінився браузер: тепер в комплекті поставляється Orygin Web Browser (OWB). Також, у рамках підготовки до випуску MacMini-версії MorphOS з'явилася підтримка файлової системи HFS+ і утиліта для розширення функціональності однокнопочної миші (імітація правої кнопки).
Основна відмінність версії 2.4 від попередніх — підтримка комп'ютерів MacMini на базі процесорів PowerPC.
У версії 3.0 додана підтримка ряду ноутбуків Apple PowerBook. Ціна ОС залежить від апаратної платформи, для якої вона реєструється.
У версії 3.2 з'явилася підтримка робочих станцій Power Mac G5, ноутбуків iBook G4, розширено список сумісних моделей PowerBook G4. Також покращена підтримка мережевих інтерфейсів, з'явилася підтримка бездротових мереж і збір мережевої статистики, додалися VNC- і RDP-клієнти. До моменту виходу версії 3.2 число зареєстрованих користувачів перевищило 2000 чол.. За даними реєстрації MorpOS найбільш популярна у користувачів Mac Mini (37%) і Pegasos 2 (25%).
У версії 3.3 основний упор був зроблений на підвищення швидкості емуляції і поліпшення сумісності зі старим програмним забезпеченням для класичної Amiga, були виправлені помилки виявлені з моменту виходу версії 3.2.

## Складові MorphOS
- Ambient — робочий стіл на зразок Workbench в AmigaOS, Wanderer в AROS або Windows;
- Cybergraphics — підтримка стандарту RTG (кероване виведення зображень на будь-яке число відеопристроїв);
- TinyGL — відкритий варіант API, сумісного з OpenGL;
- RAVE — відкритий варіант API, сумісного з Warp3D;
- MUI — об'єктно-орієнтований інтерфейс для додатків AmigaOS і MorphOS;
- PowerSDL — реалізація Simple DirectMedia Layer (SDL);
- Trance JIT — емулятор, що виконує код процесорів m68k у реальному часі, транслюючи його в код PowerPC;
- Q-Box — управління функціями операційної системи на низькому рівні. Подальша розробка наразі заморожена;
- A-Box — PowerPC API, що забезпечує сумісність з додатками AmigaOS (аналогічно AROS для x86). Розвиток цієї «пісочниці» є пріоритетним.

## Апаратні вимоги
MorphOS працює як на комп'ютерах, заснованих на материнській платі Pegasos, так і на класичних комп'ютерах Amiga, обладнаних PPC-акселераторами. Крім того, MorphOS також існує для MobileGT і ряду плат, вироблених Freescale Semiconductor.
MorphOS 2.х також підтримує платформу Efika, а починаючи з версії 2.4 — комп'ютери MacMini на базі процесорів PowerPC.
Починаючи з версії 2.6 MorphOS підтримує комп'ютери серії PowerMac.